# Istočna kuna
Istočna kuna (Martes gwatkinsii) član je roda Martes unutar potporodice Mustelinae svrstane u porodicu Mustelidae. Jedina je vrsta iz roda Martes koju pronalazimo u južnoj Indiji. Nastanjuje brda Nilgiri i dijelove Zapadnih Gata.

## Obilježja
Istočna je kuna slična žutogrloj kuni, no veća je i ima ramjerno drugačiju strukturu lubanje – njena je frontalna šupljina istaknutija od one u žutogrle kune. Njeno krzno odozgo je tamnije boje sa svjetlijim vratom čija boja varira o žute do narančaste.
Dugačka je od 55 – 65 centimetara od glave go početka repa, dok duljina repa iznosi 40 – 45 centimetara. Prosječna težina istočne kune iznosi 2,1 kilogram.
Vrsta je navodno rasprostranjena kroz Nilgiri brda, dijelove južnog Kodagua i sjeverne Kerale.
Malo je toga poznato o istočnoj kuni. Dnevna je životinja te, iako je aborealna, povremeno silazi na tlo. Prehranjuje se pticama, malenim sisavcima i kukcima poput cikada.

## Drugi projekti
|  | Zajednički poslužitelj ima stranicu o temi Martes americana |
|  | Wikivrste imaju podatke o taksonu istočnoj kuni             |